# Арендзе
Арендзе (нім. Arendsee) — місто в Німеччині, розташоване в землі Саксонія-Ангальт. Входить до складу району Зальцведель.
Площа — 269,68 км2. Населення становить 6791 ос. (станом на 31 грудня 2021).

## Галерея

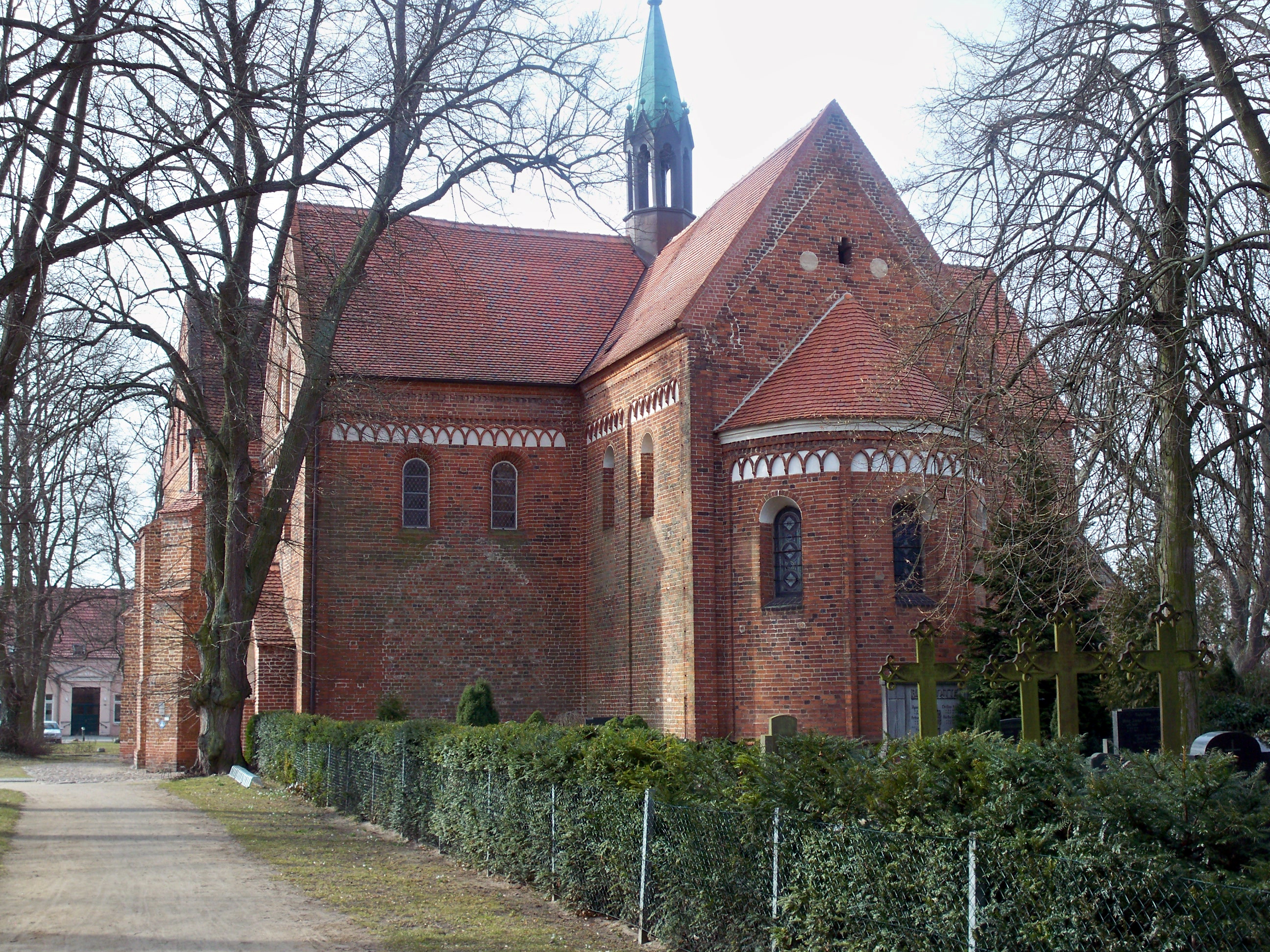
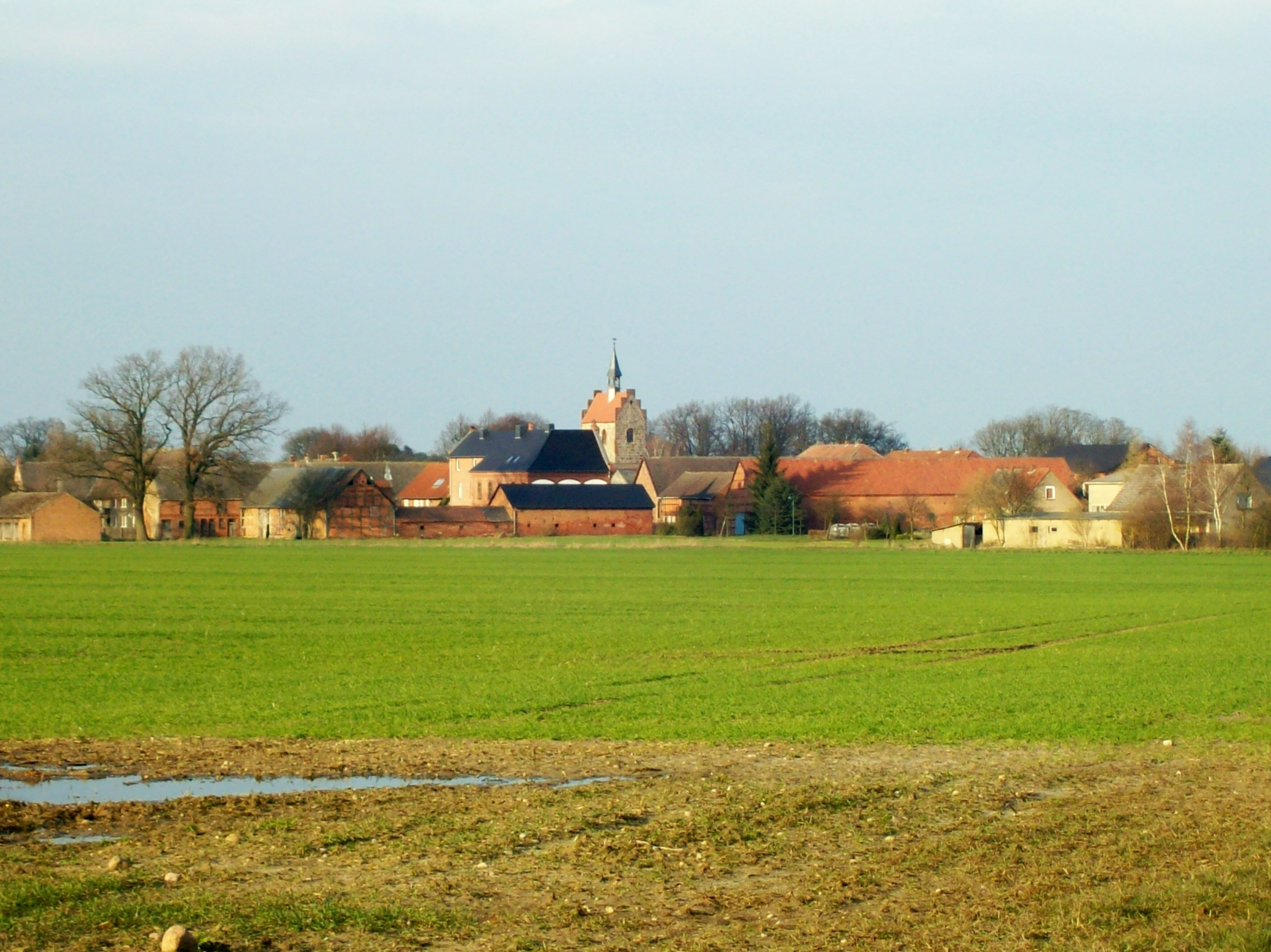
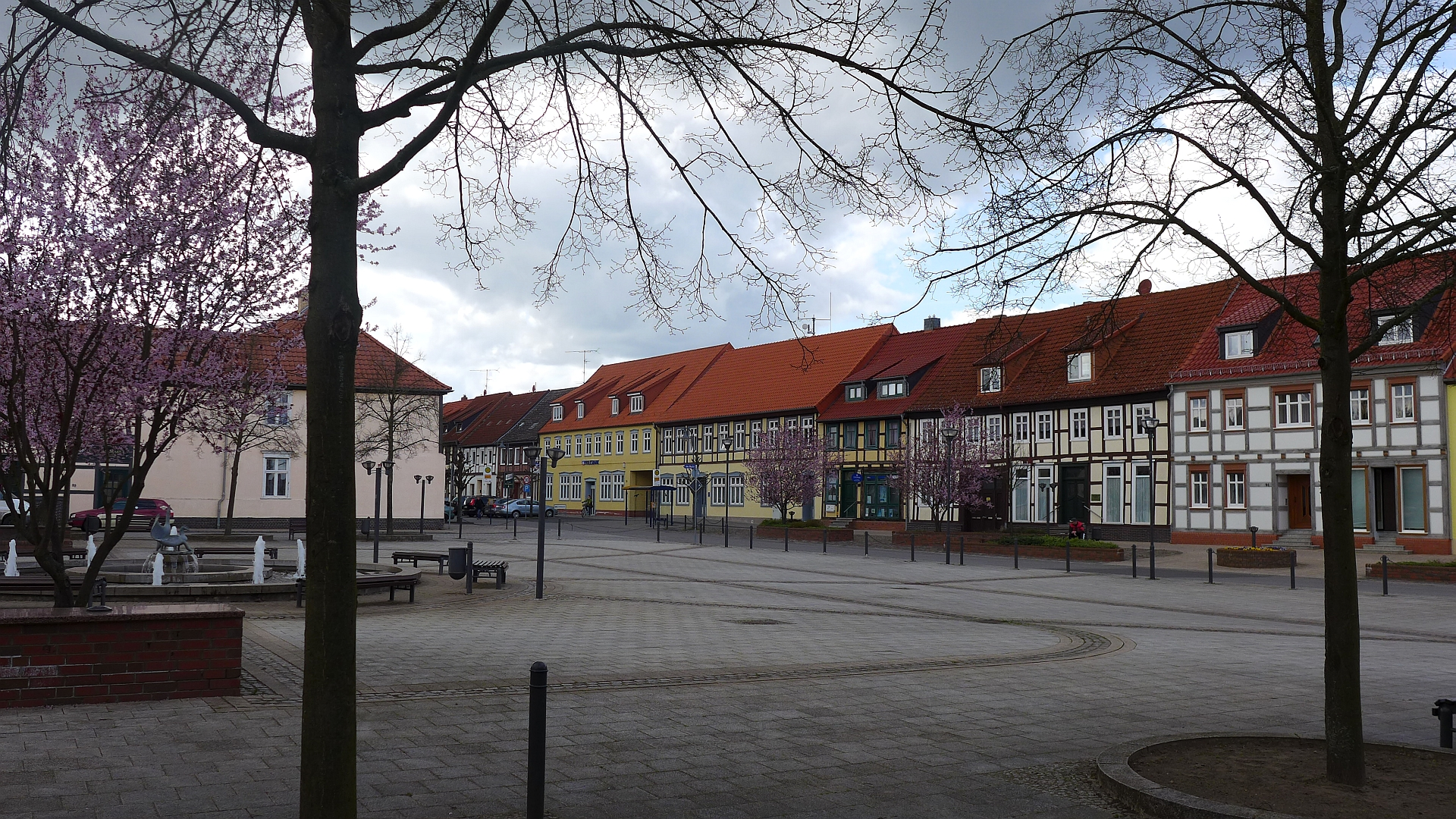
Площа Марктплац